# Питър Лерангис
Питър Лерангис (на английски: Peter Lerangis) е плодовит американски писател, автор на повече от 160 произведения в жанровете приключенски роман, детско-юношески роман, фентъзи, хорър, трилър, исторически роман, биография и романизация на блокбъстъри. Писал е под псевдонимите Алисън Блеър (Alison Blair), Морган Бърк (Morgan Burke), М. Е. Купър (M. E. Cooper), общия Франклин У. Диксън (Franklin W. Dixon), общия Каролин Кейн (Carolyn Keene), А. Л. Сингър (A. L. Singer), Джордж Спелвин (George Spelvin), Арти Спрингъл (Artie Sprengle), д-р Р. Е. (Dr. R.E), Волтинг (Volting).

## Биография и творчество
Питър Лерангис е роден на 19 август 1955 г. в Бруклин, Ню Йорк, САЩ, в семейството на Никълъс П. Лерангис (служител на телефонна компания) и Мария Кондос (секретарка в начално училище). Отрества във Фрийпорт, Лонг Айлънд. Участва активно в представянето на пиеси в училище. Пише в училищния вестник под първия си псевдоним.
Завършва през 1977 г. Харвардския университет с бакалавърска степен по биохимия. В колежа участва в групата за акапелно пеене „Harvard Krokodiloes“ и в студентските мюзикъли. Решава да учи право, записва се в Юридическия факултет на Нюйоркския университет, и работи като помощник в юридическа кантора, като сервитьор, и като актьор в пиеси на Бродуей (1978-1989), за да се издържа. В периода 1979-1985 г. си намира работа като редактор на свободна практика. В периода 1985-1986 г. преподава в подготвителния център на Нюйоркския университет.
На 4 септември 1983 г. се жени за Кристина Деварон, певица, пианистка, и композиторка. Имат 2 деца – Никълъс Джеймс, Джозеф Александър.
След раждането на първото им дете той решава да се насочи към писателска кариера. Първоначално участва в общи серии мейнстрийм романи – „Стар Трек“, „Машина на времето“, „Дж. Ай. Джой“, и др. Пише като призрачен писател за поредиците „The Hardy Boys“, „The Three Investigators“, „Sweet Valley Twins“ и „The Baby-sitters Club“. Публикува под различни псевдоними, а някои от тях издава по-късно издава под собственото си име.
През 90-те излизат хорър бестселърите му „The Yearbook“ и „Driver's Dead“, и романи като „It Came from the Cafeteria“ и „Attack of the Killer Potatoes“.
Фантастичната му поредица „Наблюдатели“ (1988-1999) е препоръчана за списъка за детска литература, а историческата поредица „Антарктида“ (2000) е избрана от фондация „JASON“ за една от най-добрите за полярни приключения.
В периода 1985-2005 г. пише романизации на успешни филмови блокбъстъри като „Шесто чувство“, „Красавицата и Звярът“ и „Слийпи Холоу“, основно под псевдонима А. Л. Сингър.
Следват успешните поредици – криминалната „Абракадабра“, хорър „Шпионин Х“ и юношеската „Драматичен клуб“.
През 2009 и 2010 г. участва с романите „Крадецът на мечове“ и „Змийско гнездо“ в поредицата бестселъри „39 ключа“.
От 2012 г. публикува романите си от поредицата „Седемте чудеса“.
Произведенията на писателя са преведени на 28 езика и са издадени в над 6 милиона екземпляра по света.
През 2003 г. Лерангис, заедно с писателите Робърт Стайн и Марк Браун, е избран от Първата дама Лора Буш да я придружат до Руския фестивал на книгата в Москва, чийто домакин Людмила Путина.
Питър Лерангис живее със семейството си в Ню Йорк.

## Произведения

### Самостоятелни романи
- The Yearbook (1994)
- Driver's Dead (1994)
- Spring Fever! (1996)
- It Came from the Cafeteria (1996)
- Spring Break (1997)
- Attack of the Killer Potatoes (1997)
- Smiler's Bones (2005) – биографичен
- wtf (2009)
- Somebody, Please Tell Me Who I Am (2012) – с Хари Мейзър

### Романизации
частично
- Sleepy Hollow (1999)
- The Sixth Sense (2000)
- The Road to El Dorado (2000)
- Batman Begins: The Junior Novel (2005)

### Серия „Наблюдатели“ (Watchers)
1. Last Stop (1998)
2. Rewind (1998)
3. I.D. (1999)
4. War (1999)
5. Island (1999)
6. Lab 6 (1999)

### Серия „Антарктида“ (Antarctica)
1. Journey to the Pole (2000)
2. Escape from Disaster (2000)

### Серия „Абракадабра“ (Abracadabra)
1. Poof! Rabbits Everywhere (2002)
2. Boo! Ghosts in School (2002)
3. Presto! Magic Treasure (2002)
4. Yeeps!: Secret in the Statue (2002)
5. Zap! Science Fair Surprise (2003)
6. Yikes! It's Alive! (2003)
7. Whoa! Amusement Park Gone Wild (2003)

### Серия „Островът“ (X-Isle)
1. X-Isle (2003)
2. Return to X-Isle (2004)

### Серия „Драматичен клуб“ (Drama Club)
1. The Fall Musical (2007)
2. The Big Production (2007)
3. Too Hot! (2008)
4. Summer Love (2008)

### Серия „Седемте чудеса – Дневници“ (Seven Wonders Journals)
1. The Select (2012)
2. The Orphan (2014)
3. The Key (2015)
4. The Promise (2016)

### Серия „Седемте чудеса“ (Seven Wonders)
1. The Colossus Rises (2013)
2. Lost in Babylon (2013)
3. The Tomb of Shadows (2014)
4. The Curse of the King (2015)
5. The Legend of the Rift (2016)

### Серия „Стая за парти“ (Party Room)
1. The Lost Girls: Get It Started; After Hours; Last Call (2015) – преди издаден с името Морган Бърк

### Участие в общи серии с други писатели

#### Серия „Стар Трек“ (Star Trek)
- The Voyage Home (1986)

от серията има още 153 романа от различни автори

#### Серия „Машина на времето“ (Time Machine)
22. Last of the Dinosaurs (1988) – с Байрон Прайс
25. World War II Code Breaker (1989)
от серията има още 23 романа от различни автори

#### Серия „Дж. Ай. Джой“ (G.I. Joe)
6. The Sultan's Secret (1988)
от серията има още 10 романа от различни автори

#### Серия „39 ключа“ (39 Clues)
3. The Sword Thief (2009)
Крадецът на мечове, изд.: „Егмонт България“, София (2009), прев. Емилия Масларова
7. The Viper's Nest (2010)
Змийско гнездо, изд.: „Егмонт България“, София (2010), прев. Емилия Масларова
от серията има още 8 романа от различни автори

#### Серия „39 ключа: Кахил срещу Веспърс“ (39 Clues: Cahills vs. Vespers)
3. The Dead Of The Night (2012)
от серията има още 5 романа от различни автори